# Ениджески лист
„Ениджески лист“ (изписване до 1945 година: Ениджески листь) е българска тютюнева кооперация, съществувала от 1921 до 1935 година в град Горна Джумая, България.

## История
Кооперацията е основана на 12 януари 1921 година със собствени средства от горноджумайски тютюневи търговци, бакали и заможни земеделци. Целта на кооперацията е да се бори с тютюневите монополи и да осигурява пласмент на продукцията на кооператорите на добра цена. Кооперацията успява да увеличи дейността си и привлича за членове голям брой производители от Горна Джумая и Горноджумайско. Тя притежава собствени складове за обработка на внесените тютюни, които продава в България и в чужбина.
Кооперацията преустановява дейността си в 1935 година под натиска на кооперация „Бохча“.